# Jean Geoffroy Stahl
Pour les articles homonymes, voir Stahl.
Jean Geoffroy Stahl (ou Jean Godefroy ou Johann Gottfried) est un orfèvre actif à Strasbourg au début du XVIIIe siècle.

## Biographie
Fils de Jean Stahl (maître en 1718), chez qui il est en apprentissage du 16 décembre 1746 au 16 décembre 1750, il est à son tour reçu maître en 1759.
Des actes notariés du tout début du XIXe siècle concernant le no 82 de la Grand-Rue à Strasbourg mentionnent brièvement le nom de Johann Gottfried Stahl, plutôt présenté comme un « ancien » orfèvre.

## Œuvre
- Johann Gottfried Stahl est l'auteur présumé d'un ensemble d'orfèvrerie religieuse de 1769, composé d'un calice et d'une patène en argent doré repoussé, appartenant à l'église luthérienne (simultanée) Saint-Étienne de Waltenheim-sur-Zorn, mais conservée à l'église catholique Saint-Maurice de Mommenheim, paroisse dont Waltenheim est une filiale.
Une coupe unie s'appuie sur une tige avec nœud piriforme mouluré surmontant une collerette à filets, reposant sur un pied circulaire à ressauts et à base très débordante. La patène est dépourvue de décor.
Plusieurs poinçons sont insculpés sur le pied et sur la patène : le poinçon de maître rectangulaire avec le nom (STAHL), le poinçon de la ville de Strasbourg (chiffre 13 couronné), la lettre-date S couronnée (correspondant à 1769). Sous le pied du calice est gravée l'inscription : Zum Ecclesia in Waltenheim 1769[3].

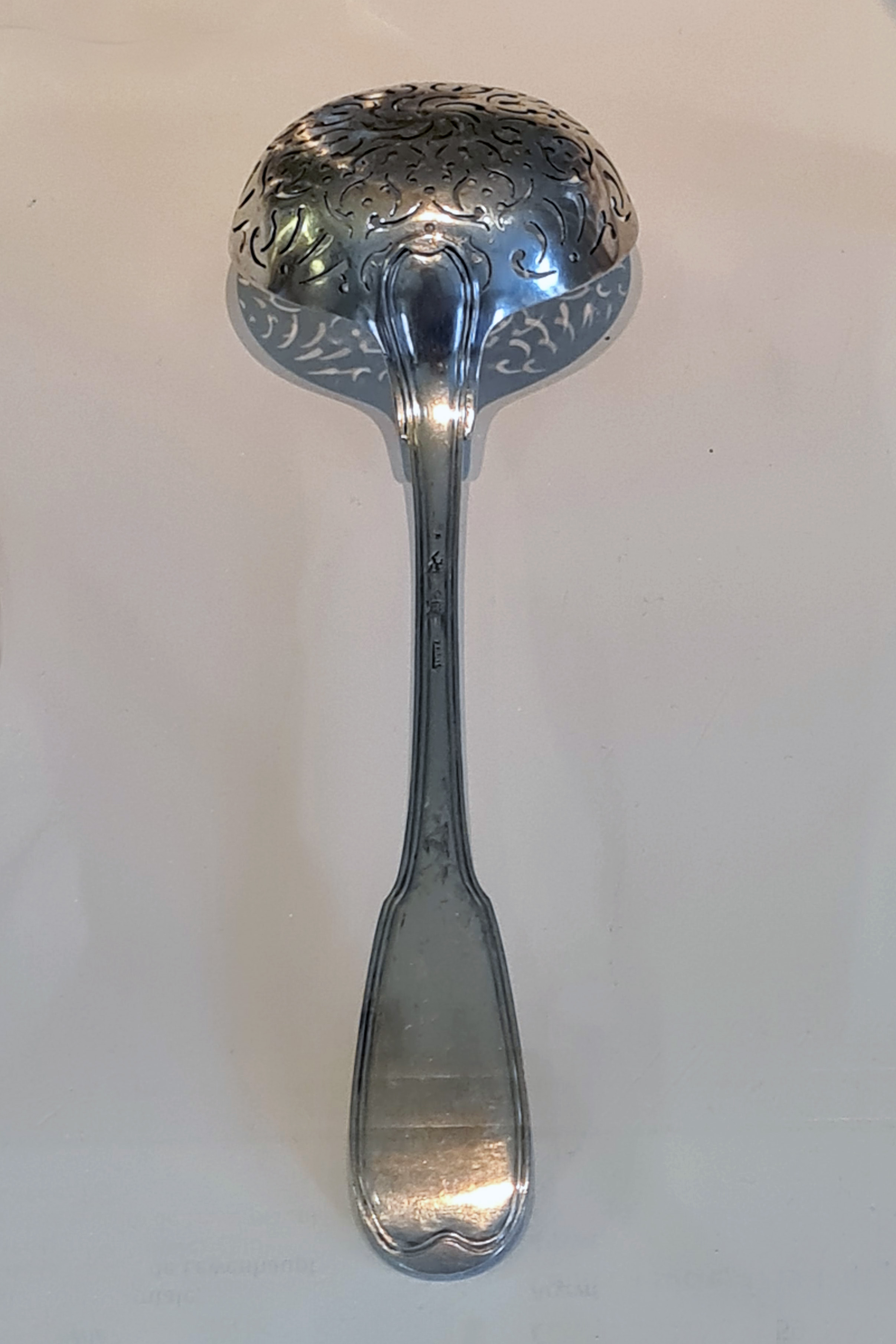
Cuiller à sucre en argent.

- Le  musée des arts décoratifs de Strasbourg détient de lui une cuiller à saupoudrer (parfois dite « cuiller à sucre ») en argent, dont la date présumée se situe entre 1759 et 1787.
Il s'agit d'un modèle à filets. Le cuilleron circulaire est ajouré de  motifs floraux.
La pièce porte plusieurs poinçons, celui du maître, également le petit poinçon 13 à fleur de lys et le double B sous couronne, qui correspond à l'année 1777.
Elle a été présentée lors de l'exposition L'Alsace Française, 1648-1948, au palais Rohan en 1948[1].

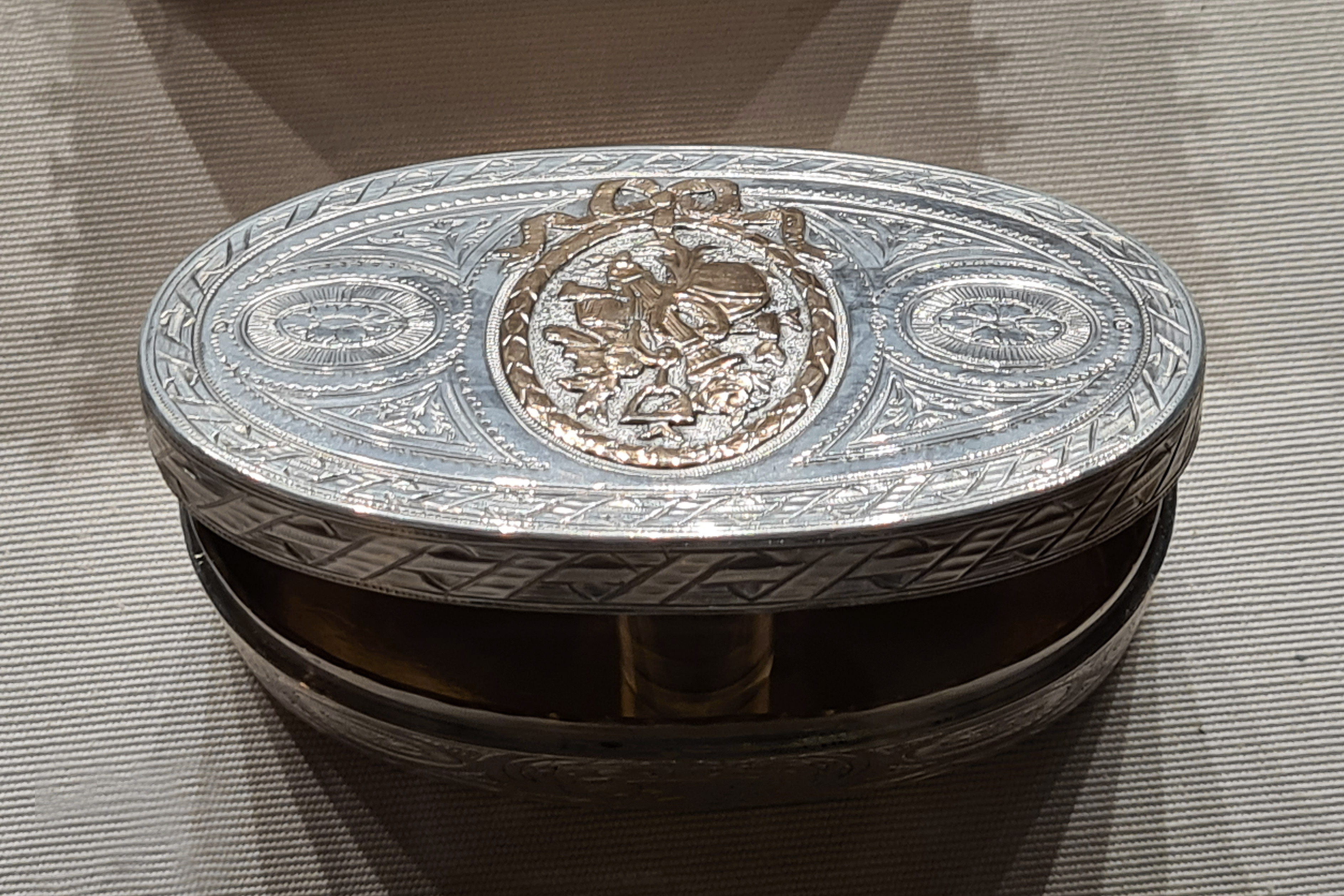
Tabatière marquée « STAHL ».

- On connaît également de lui une timbale ovale à côtes pincées en vermeil dont le haut du corps est gravé d'une guirlande de fleurs. Datée vers 1770, probablement 1772, elle a été vendue aux enchères à Paris en 2010[6].

- Le Victoria and Albert Museum de Londres conserve une tabatière en argent doré d'environ 1779, qui porte le poinçon en lettres capitales, « STAHL[7] ». La date et la marque suggèrent que Jean Geoffroy Stahl en est l'auteur.